# 太田町 (岐阜県)
太田町（おおたちょう）は、かつて岐阜県加茂郡にあった町である。
中山道太田宿を中心にした町であった。

## 歴史
- 江戸時代初期、中山道が整備され、太田宿が開設される。
- 江戸時代末期、この地域は美濃国加茂郡に属し、尾張藩領（太田村・深田村）であった。
- 1889年（明治22年）7月1日 - 町村制施行により、太田村の区域をもって加茂郡太田町が成立。
- 1950年（昭和25年）8月10日 - 坂祝村のうち旧・深田村域の一部を編入。
- 1954年（昭和29年）4月1日 - 古井町、伊深村、蜂屋村、山之上村、加茂野村、および三和村の一部（川浦、廿屋）と合併し美濃加茂市が発足。同日太田町廃止。

## 町長
- 渡辺栄一

## 学校
- 太田町立太田小学校（現・美濃加茂市立太田小学校）
- 太田町立太田中学校（1960年に加茂野中学校、蜂屋中学校、太田中学校の3校が統合され、現・美濃加茂市立西中学校）

## 交通
- 国鉄高山本線・太多線・越美南線
  - 美濃太田駅

## 観光など
- 日本ライン
- 縣主神社
- 祐泉寺
- 中山道太田宿
  - 本陣門
  - 脇本陣

## 出身の有名人
- 坪内逍遥
- 林小一郎（衆議院議員、10代桑原善吉の兄）
- 10代桑原善吉（旧姓・林、材木商、貴族院多額納税者議員）